# David C. Hilmers
David Carl Hilmers (* 28. Januar 1950 in Clinton, Iowa) ist ein ehemaliger US-amerikanischer Astronaut.
Hilmers erhielt 1972 einen Bachelor in Mathematik vom Cornell College und 1977 einen Master in Elektrotechnik sowie 1978 einen Abschluss als Elektroingenieur von der Naval Postgraduate School. Im Juli 1972 trat er ins United States Marine Corps ein. Nach der Grundausbildung und seiner Ausbildung zum Piloten war er in North Carolina, im Mittelmeer, in Iwakuni, Japan und in Kalifornien stationiert.

## Astronautentätigkeit
Im Juli 1980 wurde Hilmers von der NASA als Astronautenanwärter ausgewählt. Bei der NASA arbeitete er an Raketenoberstufen wie z. B. PAM, IUS und Centaur. Er entwickelte Software für das Shuttle im Shuttle Avionics Integration Laboratory (SAIL), er war Trainingskoordinator im Astronautenbüro und arbeitete an verschiedenen Nutzlasten des US-Verteidigungsministeriums. Als Verbindungssprecher (CAPCOM) betreute er die Missionen STS-41-D, STS-41-G, STS-51-A, STS-51-C und STS-51-D, außerdem war er im Astronautenbüro für Angelegenheiten der Raumstation und der Missionsplanung zuständig. Nach seinem ersten Raumflug wurde er in den Bereichen der Entwicklung von Startabbruch-Verfahren, Nutzlastsicherheit und der Entwicklung von Software eingesetzt.

### STS-51-J
Am 3. Oktober 1985 flog Hilmers als Missionsspezialist auf dem Jungfernflug der Raumfähre Atlantis. Aufgabe der Mission war das Aussetzen zweier militärischer DSCS III-Kommunikationssatelliten. Diese wurden mittels einer IUS-Raketenstufe in eine geostationäre Umlaufbahn gebracht.

### STS-61-F
Im Mai 1985 wurde Hilmers als Missionsspezialist für die Mission STS-61-F nominiert. Die Raumfähre Challenger hätte im Mai 1986 die Sonnensonde Ulysses in den Weltraum bringen und mit einer Centaur-Oberstufe auf Kurs bringen sollen. Die Mission wurde nach der Challenger-Katastrophe jedoch abgesagt und das Shuttle-Centaur-Programm wurde im Juli 1986 eingestellt.

### STS-26
Am 29. September 1988 startete Hilmers als Missionsspezialist mit der Raumfähre Discovery erneut ins All. Nach einer Unterbrechung von über zweieinhalb Jahren, verursacht durch die Challenger-Katastrophe, wurde das Shuttle-Programm mit dieser Mission wieder aufgenommen. Neben der Durchführung einer Vielzahl von Experimenten aller Art setzte die Mission den Kommunikationssatelliten TDRS-3 aus. Die Landung erfolgte planmäßig auf der Edwards Air Force Base in Kalifornien.

### STS-36
Hilmers startete am 28. Februar 1990 mit der Raumfähre Atlantis zum dritten Mal ins All. Es wurde ein geheimer Satellit der US-Luftwaffe in einen niedrigen Orbit ausgesetzt, von wo aus dieser digitale Aufklärungssatellit den größten Teil der Erdoberfläche überwachen sollte.

### STS-42
Am 22. Januar 1992 startete Hilmers als Missionsspezialist der Discovery ins All. In der Nutzlastbucht des Space Shuttles befand sich das Mikrogravitationslabor IML-1. Das Spacelab-Modul enthielt Experimente, um die komplexen Effekte der Schwerelosigkeit auf lebende Organismen und andere Materialien zu erforschen. Um Experimente rund um die Uhr durchführen zu können, arbeitete die Besatzung im Schichtbetrieb. Hilmers bildete zusammen mit William F. Readdy und dem Deutschen Ulf Merbold das rote Team, während Norman Thagard, Ronald J. Grabe, Stephen S. Oswald und Roberta Bondar das blaue Team bildeten.

## Nach der NASA
Hilmers schied im Oktober 1992 aus der NASA aus und begann ein Medizinstudium am Baylor College of Medicine in Houston, Texas.

## Privates
David Hilmers ist verheiratet und hat zwei Kinder.